# Leucalburnus satunini
Leucalburnus satunini es una especie de peces de la familia de los
Cyprinidae en el orden de los Cypriniformes.

## Morfología
Los machos pueden alcanzar los 17,5 cm de longitud total.

## Hábitat
Es un pez de agua dulce y de clima templado (10 °C-20 °C).

## Distribución geográfica
Se encuentran en Asia: Turquía y la Irán.